# Пригородна Слободка (Льговський район)
Пригородна Слободка (рос. Пригородная Слободка) — село в Льговському районі Курської області Російської Федерації.
Населення становить 551 особу. Входить до складу муніципального утворення Городенська сільрада.

## Історія
Населений пункт розташований на території українського етнічного та культурного краю Східна Слобожанщина.
Від 2004 року входить до складу муніципального утворення Городенська сільрада.

## Населення
1. Н/Д[2]